# Далёкие горнисты
Далёкие горнисты — повесть или рассказ Владислава Крапивина. Произведение написано в 1969 году и впервые опубликовано в 1970 году в журнале «Пионер», а в 1971 году включено в одноимённый авторский сборник. Первая часть трилогии «В ночь большого прилива». 

## Содержание
Главный герой, Сергей Витальевич, работает «литературным директором» городского театра юного зрителя. Неожиданно он попадает в сказку, или в сон , где становится двенадцатилетним.  Сергей оказывается в древней полуразваленной крепости и знакомится с трубачом Валеркой и его маленьким братом — Братиком. Братья, как выясняется, жили в этой крепости пятьсот лет назад. Валерка сбивчиво рассказывает о том, что на город-крепость напали враги, «всадники Данаты» и меченосцы. Он был трубачом и дежурил на угловой башне; когда битва началась, Валерка успел подать сигнал, но братья, упав со стены, оказалась в нашем времени. Они хотят вернуться домой и сражаться, но не могут этого сделать без помощи Сергея : нужно ровно в полночь перевести стрелки часов на пятьсот лет в старом доме либо уничтожить Железного Змея, который преграждает Валерке и Братику путь домой. Сергей легко побеждает чудовище, ему помогает найденный на старом кладбище волшебный меч, который проходит сквозь Змея «как сквозь бумагу». Валерка делает из металлических остатков Змея некую машину, герои взлетают и исчезают. Братья благополучно возвращаются в свой мир, «где не доиграна битва и где он [Валерка] оставил свою трубу».
Центральное место в сюжете занимает образ Железного Змея. «Громыхающий» Змей описывается как груда металлолома, его туловище напоминает «ржавую цистерну с наростами из помятых рыцарских панцирей и кирас», с треснувшими фарами на месте глаз. Крыльями служат автомобильные дверки и кровельные листы, а хвост состоит из «металлических бочек, дырявых вёдер и бидонов». Змей способен бесшумно подниматься в воздух и резко пикировать, хотя в целом представляет собой «железную рухлядь». Образ пародирует «привычных» злодеев, имеет сходство со Змеем Горынычем и косвенно отсылает к европейским средневековым драконам. По мнению Н. Богатырёвой, Змей не пугает Сергея, а вызывает у него любопытство, поскольку для героя, по мысли писателя, важнее преодолеть собственные страхи и сомнения. По мнению литературоведов И. Минераловой и А. Харитоновой, в образе чудовища сочетаются научная фантастика и стимпанк.

## Критика
В. Борев писал в рецензии (журнал «Детская литература») о теме повести: человек подчинён времени, однако в реальность детства можно вернуться через память, фантазии и сны; эту идею сам автор выразил в конце. Вопрос о необратимости времени и невозвратности детства критик считал важным, но полагал, что решать его следует более реалистично, не через сны, а сохраняя во взрослой жизни такие качества, как чистота, честность и прямота, преданность друзьям. По мнению Борева, придуманный писателем мир выглядит ярко, в нём присутствуют заметные и ощутимые детали, будь то сухая травинка, торчащая из шва на сандалии, или лунный свет на полу. Критик посчитал, что события чрезмерно усложнены, а в созданной автором странной фантазии временами отсутствуют художественная логика и смысловое содержание. Тон повести местами неоправданно сентиментальный (например, имя «Братик»), что сам автор пытается неубедительно обосновать. Рецензент отметил, что герою нужно сделать трудный выбор между долгом и привязанностью; он помогает братьям после некоторых колебаний. По мнению Борева, пародийно-иронический пафос битвы со Змеем, заменяющий героический пафос былинно-фольклорных сцен, является безадресной иронией, которая никак не помогает раскрытию идеи о верности дружбе.
Писатель Ю. Яровой  (газета «На смену!», Свердловск) в рецензии отметил, что обращение к фантастике используется автором как средство для «создания особой поэтической атмосферы», которая напоминает «Маленького принца» А. Экзюпери; фантастика в меньшей степени связана с характерами героев. По мнению критика, поэтичность и «глубокий романтический лиризм» рассказа свидетельствуют о том, что это настоящая литература. 
Писатель Н. Никонов (газета «Уральский рабочий») посчитал, что повесть с точки зрения стиля написана «умело и крепко», но раскритиковал авторские самоповторы, «буксование на месте»; «Далёкие горнисты» воспроизводят предыдущие книги и старых героев, как будто автор видит их во сне. По мнению критика, повести недостаёт новизны и подлинности, в отличие, например, от «Тени Каравеллы»; произведение не предлагает читателю общественно значимый посыл.
Публицист Ю. Шмаков считал, что повесть близка к «чистой» фантастике («фэнтэзи»). Литературный критик В. Бугров, оценивая всю трилогию, считал «Далёких горнистов» вполне самостоятельным и цельным произведением.
«Далёкие горнисты» рассматривались как повесть или рассказ.